# ANNIVERSARY (スーパー!?テンションズの曲)
ANNIVERSARY（アニバーサリー）は、スーパー!?テンションズの1枚目シングル。

## 内容
シャ乱Qのしゅう、まこと、たいせいによるバンドのメジャーデビューシングル。フジテレビ系「めちゃ×2イケてるッ!」エンディング・テーマ。なお、本作の発売日はつんく♂の誕生日と同じ。

## 収録曲
1. ANNIVERSARY
作詞：まこと　作曲・編曲：スーパー!?テンションズ
2. オレンジ
作詞：まこと　作曲・編曲：スーパー!?テンションズ
3. ANNIVERSARY (inst.)